# Arianisme

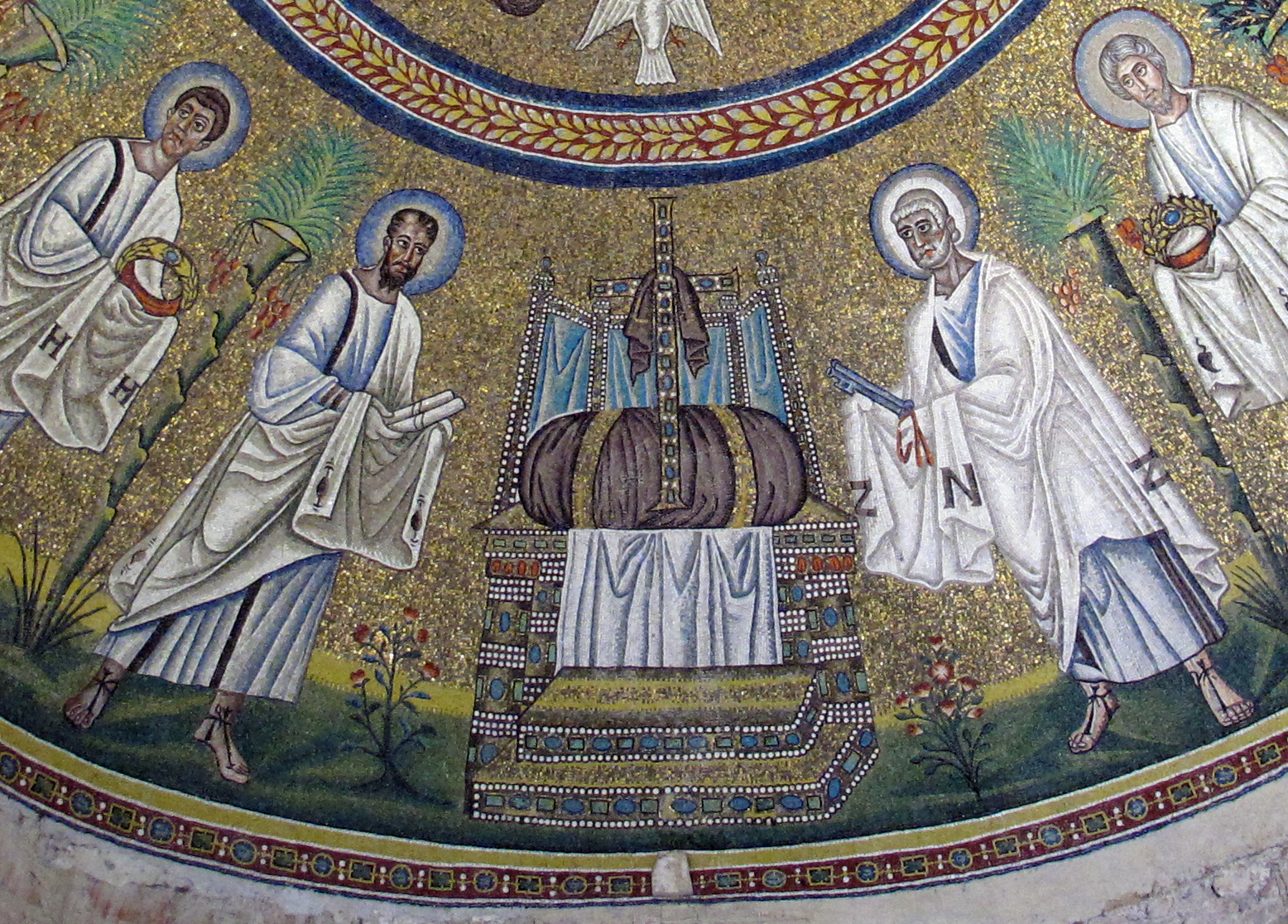
Le baptistère des Ariens à Ravenne : mosaïque de l'étimasie.

Pour l’article ayant un titre homophone, voir Aryanisme.
L'arianisme est une doctrine christologique due à Arius (256-336), théologien alexandrin de langue grecque appartenant à l'École théologique d'Antioche.
L'arianisme affirme que Jésus-Christ est le Fils de Dieu et n'a pas existé de toute éternité mais a été créé par Dieu le Père à un moment donné. Cette doctrine est en désaccord frontal avec les vues théologiques des chrétiens homoousiens de l'époque sur la Trinité et sur la nature du Christ.
Le premier concile de Nicée, convoqué par Constantin en 325, rejette l'arianisme. Celui-ci est dès lors qualifié d'hérésie par les chrétiens trinitaires, mais les controverses sur la double nature, divine et humaine, du Christ (Dieu fait homme), se prolongent pendant plus d'un demi-siècle entre les chrétiens ariens et les chrétiens nicéens.
Les successeurs de Constantin reviennent ensuite à l'arianisme et c'est à cette foi que se convertissent la plupart des peuples germaniques qui rejoignent l'empire en tant que peuples fédérés. Le royaume des Burgondes demeure arien jusqu'au début du VIe siècle, ainsi que les Wisigoths d'Aquitaine et d'Hispanie jusqu'à la fin du même siècle et les Lombards jusqu'à la fin du siècle suivant.

## Définition
L'arianisme est une doctrine christologique,,, qui affirme la croyance que Jésus-Christ est le Fils de Dieu qui a été créé par Dieu le Père à un moment donné, une créature distincte du Père et qui lui est donc subordonnée,. La théologie arienne a d'abord été attribuée à Arius, (c. 256–336 après J.-C.), un presbytre chrétien d'Alexandrie en Égypte. Le terme « arien » est dérivé du nom Arius ; et, comme la désignation « chrétien », ce n'était pas une désignation choisie par lui-même mais donnée par des opposants hostiles — cette dénomination d'« arien » ne fut d'ailleurs jamais acceptée par ceux à qui elle avait été imposée.
La nature des enseignements d'Arius et de ses partisans était opposée aux vues théologiques des chrétiens homoiousiens concernant la nature de la Trinité et la nature du Christ. Le concept arien du Christ est fondé sur la croyance que le Fils de Dieu n'a pas toujours existé mais a été créé par Dieu le Père,.
L'origine de la christologie arienne reste discutée. Ses premiers détracteurs la présentaient comme l'enseignement de Paul de Samosate, déjà condamné par plusieurs synodes locaux, en particulier à Antioche en 319, mais qui gardait des partisans. Le premier arianisme adopte le subordinatianisme, selon lequel le Fils n'est pas de la même nature que Dieu, incréé et éternel, alors que Jésus est créé et temporel. Si le Fils témoigne de Dieu, il n'est pas Dieu, et si le Fils possède un certain degré de divinité, elle est de moindre importance que celle du Père. Pour Arius, le Père seul est éternel : le Fils et l'Esprit ont été créés. Les ariens ne professent donc pas la consubstantialité, adoptée ultérieurement par les Églises.
Les arguments de l'arianisme philosophique sont issus du moyen-platonisme sur l'absolu et la transcendance divine, et suivent une théologie apophatique (dite théologie négative) pour s'orienter vers un strict monothéisme où Dieu est hors d'atteinte par les seuls moyens d'appréhension de l'être humain.

## Opposition entre ariens et trinitaires

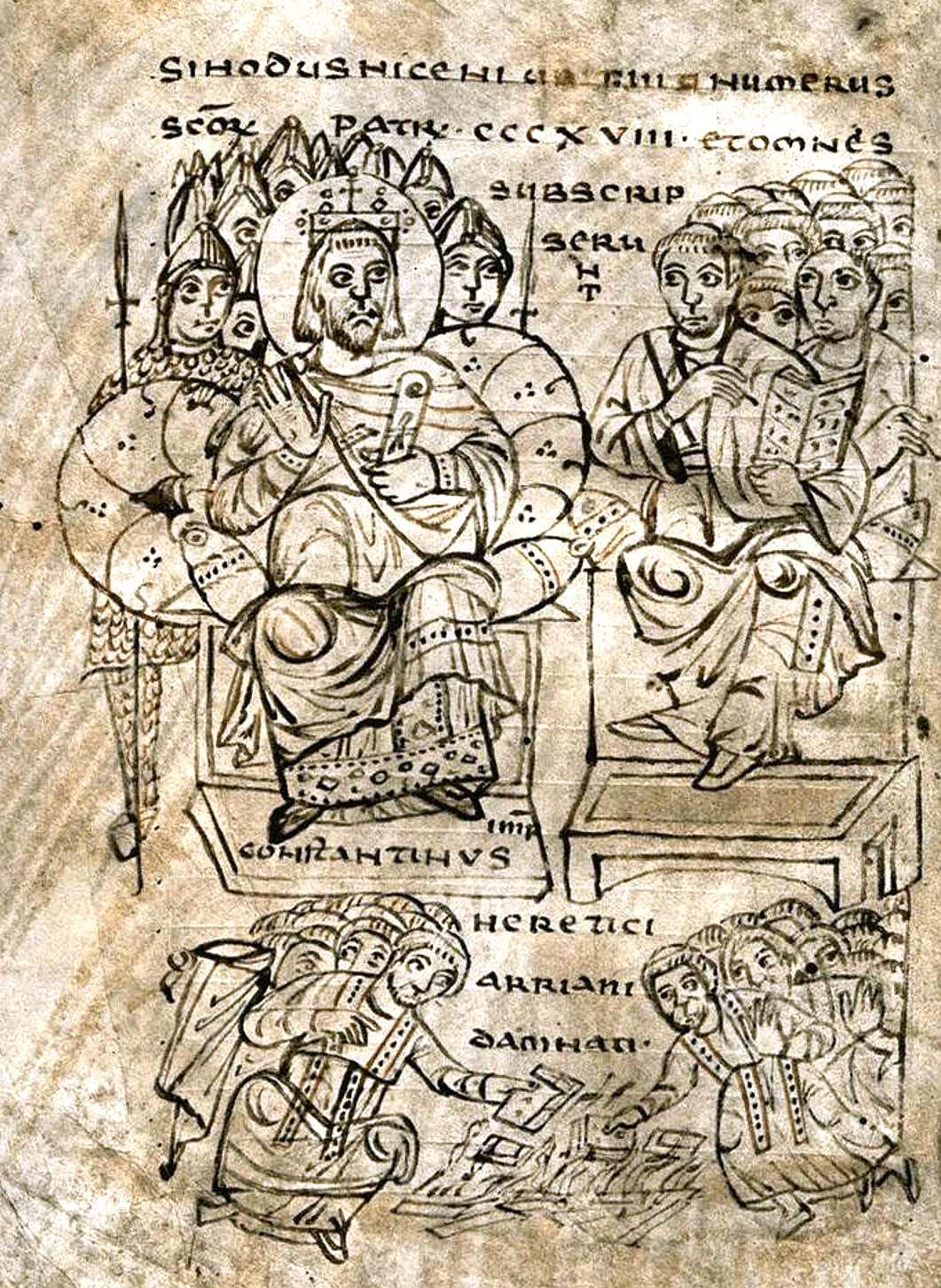
L'empereur Constantin Ier brûlant les livres ariens, manuscrit (c. 825), bibliothèque capitulaire de Vercelli. Le texte indique : Sinodus Niceni u[bi?] [f?]ui[t?] numerus / s[an]c[t]o[rum] patr[um]. CCCXVIII. et omnes / subscrip/seru/n/t. Constantinus imp(erator). Heretici / Arriani / damnati.

Les anti-subordinationistes trinitaires, dits ultérieurement « orthodoxes » (de l'« opinion droite » en grec - à ne pas confondre avec les « orthodoxes »), s’opposent à cette vision, ultérieurement qualifiée d’« hérésie ».
La querelle entre ariens et trinitaires prend rapidement une tournure politique.
Entre 318 et 325, une polémique initialement locale entre le patriarche Alexandre d'Alexandrie et Arius, s'envenime au point que l'empereur Constantin Ier, après avoir constaté l'impuissance des conciles locaux, prend le parti de réunir un concile œcuménique à Nicée, pour que l'Église  unifie sa position. Le concile de Nicée se tient en 325 et établit la première version d'une profession de foi.

## Tendances de l'arianisme après le concile de Nicée
Après Arius, les penseurs de l'arianisme sont Eusèbe de Nicomédie, Eunome (Eunomius), l'« antipape » Félix II (353-365), l'archevêque Wulfila, le patriarche de Constantinople Macédonius (342-346 et 351-360), le patriarche Eudoxe d'Antioche (360-370) et Démophile de Constantinople (370-379).
Le second arianisme voit s'opposer les conciliateurs orientaux (Basile de Césarée, Grégoire de Nysse et Grégoire de Nazianze) aux intransigeants occidentaux, comme Ambroise de Milan.
Les opposants au dogme de la consubstantialité adopté au concile de Nicée se répartirent en trois tendances :
- l'homoiousisme : favorables à la thèse de la substance semblable du Fils à celle du Père ;
- l'homéisme (arianisme historique) : favorables à la thèse de la ressemblance du Fils au Père, évitant de sonder le mode de cette ressemblance ;
- l'anoméisme (arianisme radical) : favorables à la thèse de la dissemblance du Père et du Fils (leur ressemblance n'est qu'une façon de parler).

Il y a aujourd'hui consensus pour réserver le mot d'« arianisme » à Arius lui-même et à ceux qui ont partagé sa position doctrinale, et pour parler plutôt d'« homéisme » (et d'« homéens ») quand il s'agit du courant ultérieur qui a eu une grande influence dans l'Antiquité tardive et au début du Moyen Âge.

## Du concile de Nicée au concile de Constantinople
Après Nicée, Constantin favorise le parti d’Athanase d'Alexandrie qui avait procédé à l'excommunication d'Arius. C'est à l'occasion de ce concile que l'arianisme est qualifié d’« hérésie », mot qui prend à cette occasion un sens péjoratif. Mais c’est peut-être par un évêque arien, Eusèbe de Nicomédie, que Constantin se fait baptiser sur son lit de mort.
Les empereurs qui lui succèdent varient entre le soutien aux orthodoxes ou aux ariens. L’arianisme domine l’histoire de l’Église institutionnelle au IVe siècle. Il est bien implanté dans la maison impériale et donc soutenu par le pouvoir. Les trinitaires, tels qu’Athanase, ont des difficultés à obtenir des places, jusqu'à ce que ce dernier obtienne le siège d’Alexandrie, c'est-à-dire le pouvoir sur l’Égypte, en 328.
Entre 325 et 361, soutenus par l'empereur Constance II, les ariens rétablissent leur prépondérance politique et religieuse, notamment au cours des conciles de Sirmium. Constance II soutient l’arianisme, probablement plus pour des raisons politiques que religieuses : ainsi, se trouvant à Arles en Provence, il décide qu'un concile s’y tiendra pour mettre au pas le patriarche Athanase d'Alexandrie qui s’oppose certes à l’arianisme, mais surtout à l’autorité de Constance II. C’est le concile d'Arles de 353, présidé par l’évêque d'Arles Saturnin. Constance II en arbitre les séances et réclame la condamnation d’Athanase. Saturnin d'Arles, évêque d'Arles, est le porte-drapeau de l'arianisme en Gaule, de 353 (date du concile d'Arles) jusqu'au concile de Paris en 361.
En 358, Constance II décide la réunion de deux conciles à Rimini en Italie (pour les évêques occidentaux) et à Séleucie en Isaurie (pour les évêques orientaux) afin de faire adopter un nouveau credo compatible avec une forme modérée d'arianisme. En 360, le concile de Constantinople s'accorde sur une nouvelle profession de foi « homéenne » qui affirme que le Fils est « semblable au Père en toutes choses ». Les évêques orientaux homéousiens sont déposés au profit des évêques ariens et la profession de foi est imposée à tous les évêques de l'Empire,.
Le successeur de Constance II, Julien, n’apprécie pas la religion chrétienne, et n’est sans doute pas fâché d’envenimer les conflits au sein de l’Église : il revient sur ces dispositions.

## Missions ariennes hors de l'empire
Quelques années plus tard, l’empereur d’Orient Valens favorise à l’inverse certains évêques ariens. Au milieu du IVe siècle, les évêques Photin à Sirmium, Valens (en) à Mursa en Pannonie et son voisin Ursace à Singidunum en Mésie sont ariens. Cet ancrage arien proche du Danube concourt à la conversion à l’arianisme des Wisigoths et des Vandales par l’évêque mi-goth mi-grec Wulfila qui réussit à gagner la confiance des chefs de clan germaniques « en utilisant leur langue maternelle, des chansons adaptées et des transcriptions des textes sacrés en écriture gothique ».
Enfin, de 361 à 381, les trinitaires contre-attaquent. L'empereur Théodose Ier, qui leur est favorable, convoque le premier concile de Constantinople qui tranche en faveur de l'orthodoxie trinitaire et anti-subordinatianiste, selon le dogme proclamé par le Symbole de Nicée-Constantinople.

## Expansion et disparition de l'arianisme

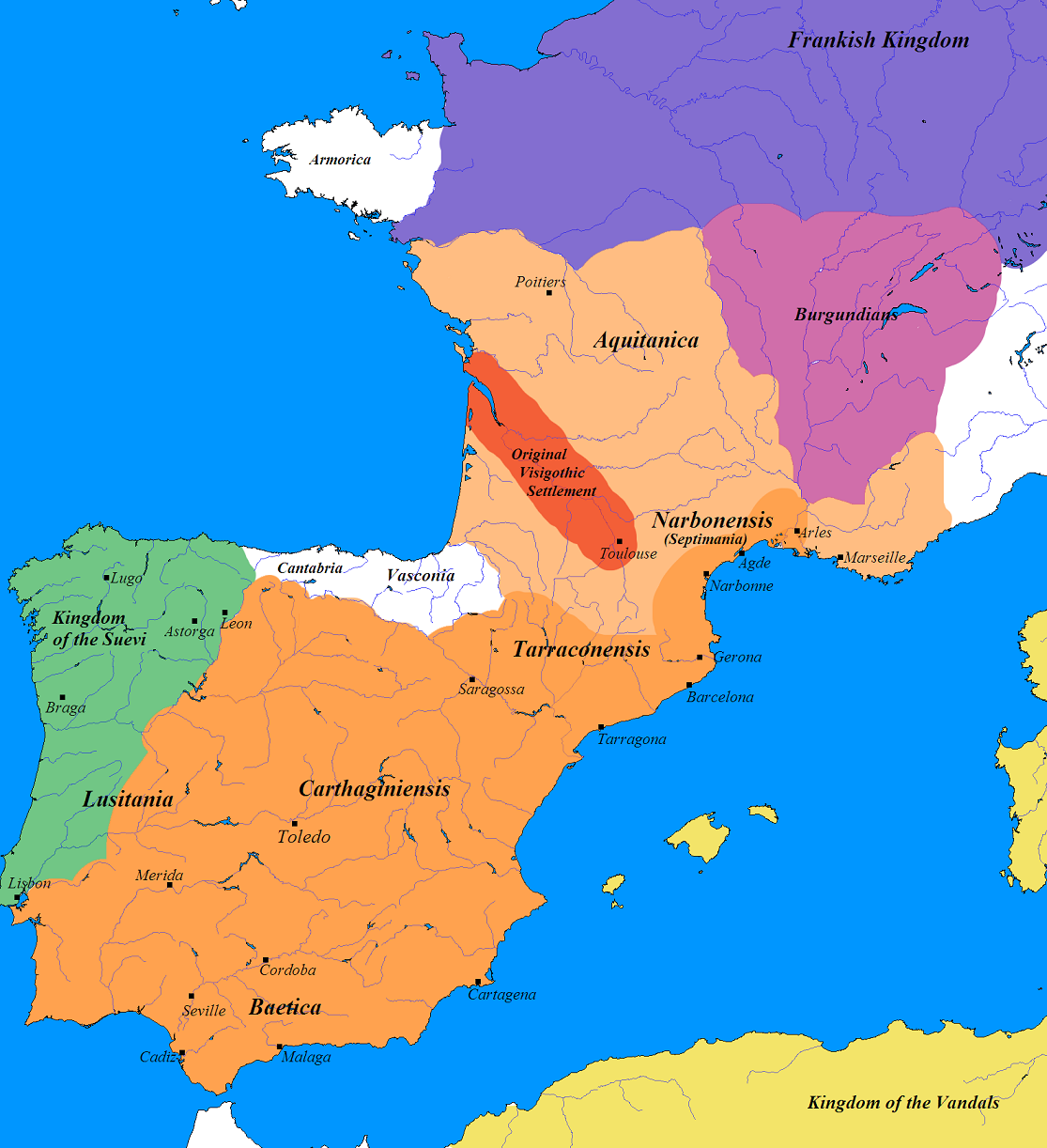
Royaumes barbares au VIe siècle :
Royaumes francs-nicéens
Royaume burgonde
Conquête des Francs à Vouillé en 507
Royaume wisigoth arien
Royaume suève arien
Royaume vandale arien

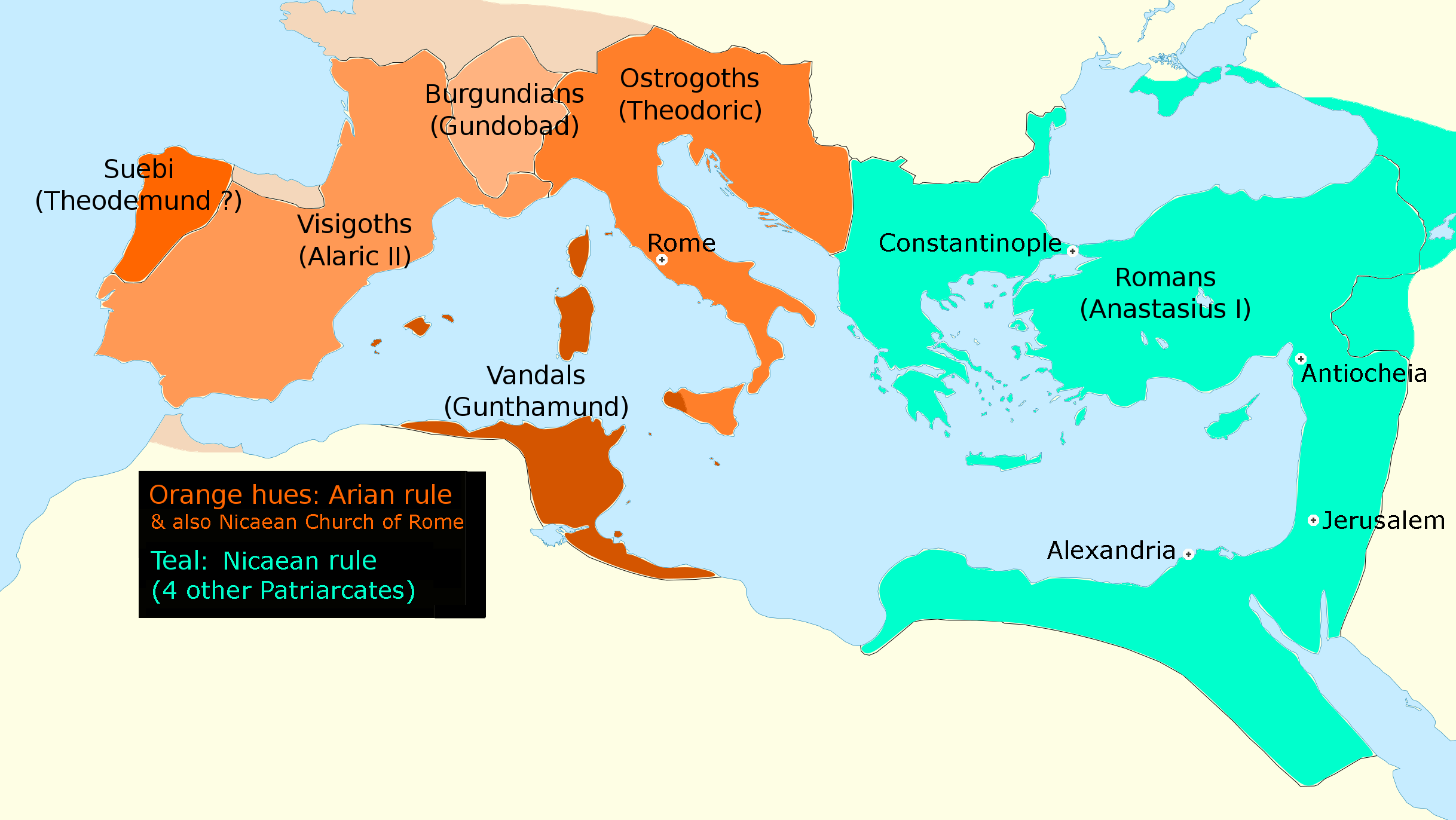
L'Église nicéenne, majoritaire à l'est (vert), et la variante arienne du christianisme, majoritaire à l'ouest (orange).

Le Ve siècle voit les migrations des peuples fédérés installés jusque-là sur les marges de l’Empire romain ; or ces peuples germaniques proches du limes sont christianisés ariens. Seuls les Francs, les Anglo-Saxons et les Suèves sont restés fidèles à la religion germanique païenne.
Les Wisigoths qui s'installent en Aquitaine dès 418 sont ariens, de même que les Burgondes implantés en Sapaudia en 443 et que les Vandales quand ils prennent Carthage en 439. Les Wisigoths convertissent à leur tour les Suèves autour des années 460, lors de leur domination en Hispanie et en Gaule. Les nouveaux venus se heurtent à l'épiscopat nicéen qui est le refuge privilégié des élites du Bas-Empire romain.
La donne change avec l'avènement du roi des Francs Clovis, qui opte dans la première décennie du VIe siècle pour le christianisme nicéen, dont le clergé était déjà favorisé par son père, le païen Childéric, et peut ainsi s'appuyer sur cette subsistance de l'administration romaine lors de sa conquête de la Gaule. S'il entraine des conversions par son charisme personnel, le souverain franc n'engage pas de politique forcée de conversion de son royaume, qui maintient la pluralité religieuse, le christianisme nicéen ne s'imposant que progressivement avec ses successeurs. Dans le royaume des Burgondes, où il cohabite notamment avec le paganisme, l'arianisme reste religion d'État au moins jusqu’en 516, ainsi qu'en atteste la présence d'un collège épiscopal arien au palais royal ; une partie du royaume wisigoth est intégré au royaume franc à la suite de la bataille de Vouillé (507) mais l’arianisme demeure religion d'État de ce qu'il reste du royaume, la foi de Nicée y étant toutefois également considérée comme religion licite.
Au VIe siècle, le Royaume vandale d'Afrique et le Royaume ostrogoth d'Italie disparaissent lors des reconquêtes de l’empereur byzantin Justinien Ier. Le roi des Wisigoths d'Hispanie Récarède Ier se rallie à la foi de Nicée dès 587 et à l'issue du troisième concile de Tolède en 589, le clergé arien s'intègre largement au clergé catholique nicéen : au début du VIIe siècle, l'arianisme, comme le paganisme, ont complètement disparu du royaume. Chez les Lombards d'Italie, l'arianisme ne s'impose que dans la seconde moitié du VIIe siècle et, au début du siècle suivant, l'orthodoxie nicéenne de Rome devient l'exclusive religion d'État .
La disparition du christianisme arien s'explique par le fait qu'il porte en lui les germes de son déclin. Si les chefs germaniques et leur entourage succombent au prosélytisme des évêques et des prêtres ariens, leurs sujets menacés d'assimilation et d'acculturation, tentent de garder leurs anciennes croyances ou pratiquent des amalgames. Par ailleurs, les communautés ariennes « souffrent de carences rédhibitoires : une certaine tendance à l'isolement, le manque de missionnaires, une tendance à l'éparpillement en secte sur l'interprétation du dogme consubstantiel, avec des courants modérés et des factions fanatiques ».

## Postérité

### Les définitions ducredo
De plusieurs façons, le conflit autour des croyances d’Arius durant les IVe, Ve et VIe siècles contribue à définir le caractère central de la Trinité dans le corpus principal de la théologie chrétienne. En tant que premier conflit majeur interne après la légalisation du christianisme, la lutte entre nicéens trinitaires et partisans d’Arius laisse une profonde impression sur la mémoire institutionnelle des Églises.

### Michel Servet et l'arianisme
En 1553, le savant franco-espagnol et réformateur protestant Michel Servet, vu par beaucoup d’unitariens comme une figure fondatrice de leur mouvement et auteur de l'ouvrage De trinitatis erroribus (Les Erreurs concernant la Trinité), est condamné à mort et brûlé par ses coreligionnaires réformateurs, dont Jean Calvin, pour « hérésie » antitrinitaire, sa christologie étant similaire à l’arianisme.